# 差科
差科（さか）とは、律令制において賦役を全体に公平に配分することであるが、本来はそれとともに配分される義務労役そのものも指している。日本の養老令にも賦役令23条において差科の規定を導入しているものの、中国の差科とは本質的に異なっている。

## 概要

### 中国
中国における本来の差科とは、戸等制によって各戸の負担能力を計って差科簿に記載し、その負担能力に応じた義務労役を課すものである。従って、そこで徴発は特定の公民（課口）に課せられるものではなく、戸そのものに課せられるものでその戸に何人課口がいるかは重要視されないものである。唐では当初は3等戸に分けられていたが、貞観9年（635年）に9等戸制が導入されて以後整備された。
唐代には正役と呼ばれる中央官庁に対する労役とこれに含まない雑任役・色役と呼ばれる労役が主体であり、差科に相当したのは後者の労役である。正役に徴発された戸以外の戸より雑任役・色役がそれにかかる経済的負担に応じて上位の戸から選抜されていき、それでも不足する部分や地方官庁に関連する労役を雑徭で補ったのである。差科は人頭税である点では租庸調や雑徭と同じであるが、そこに一種の財産税の要素が加えられた別箇の税体系上に存在していたこと、その戸の住人が労役に就けない場合には代わりの者を雇って労役をさせる雇人代役や資課（自ら役人の資人となって代替とするもの）や納課（金銭納付と代替の免除）などが許されていたことなどの面で特徴があった。これに対して租庸調や雑徭は人頭均額の原則によって賦課されており、不課口で無い限り個々の負担能力を考慮しない「公平」な負担が求められた。

### 日本
日本では戸等制が徹底されなかったこと、農民層に大きな格差が無かったこと、中国と日本では「均しい」負担に対する概念が異なった（前者では負担能力の公平性を重視し、日本では負担能力を問わずに全ての人が公平に負担することを重視した）ために中国的な意味での差科は導入されず、差科に相当する労役は人頭税的な雑徭に多くが組み入れられた。また、雇人代役も認められなかった。日本の賦役令23条でも差科の規定が設けられ、富強の者から貧弱な者の順に、あるいは多丁の戸から少丁の戸の順に、分番して上役を行う場合には単戸（丁が1人しかいない戸）を閑月に配するなどの賦課規定が採用されていたが、あくまでも人頭税を基本とした日本律令制独自の規定であり、財産税的な要素を持った中国の差科とは違ったものとなっている。